# Première dame d'Azerbaïdjan
La Première dame d'Azerbaïdjan (en azéri: Azərbaycanın birinci xanımı) est le titre informel de l'épouse du président azerbaïdjanais.
Pour l'année 2018, la Première dame d'Azerbaïdjan est Mehriban Aliyeva, épouse d'Ilham Aliyev, l'actuel président de la République d'Azerbaïdjan. 

## Liste des Premières dames
| Premières dames   | Président de l'Azerbaïdjan |
| ----------------- | -------------------------- |
| Adila Mutallibova | Ayaz Mutallibov            |
| Aziza Mammadova   | Yagub Mammadov             |
| Adila Mutallibova | Ayaz Mutallibov            |
| Aida Baghirova    | Issa Gambar                |
| Khalima Aliyeva   | Abulfaz Eltchibey          |
| —                 | Heydar Aliyev              |
| Mehriban Aliyeva  | Ilham Aliyev               |